# Veribubo mervensis
Veribubo mervensis är en tvåvingeart som först beskrevs av Paramonov 1927.  Veribubo mervensis ingår i släktet Veribubo och familjen svävflugor. Inga underarter finns listade i Catalogue of Life.